# Гілмен (округ Тейлор, Вісконсин)
Гілмен (англ. Gilman) — селище (англ. village) в США, в окрузі Тейлор штату Вісконсин. Населення — 378 осіб (2020).

## Географія
Гілмен розташований за координатами 45°9′58″ пн. ш. 90°48′26″ зх. д. / 45.16611° пн. ш. 90.80722° зх. д. (45.166205, -90.807176).  За даними Бюро перепису населення США в 2010 році селище мало площу 6,05 км², уся площа — суходіл.

## Демографія
Згідно з переписом 2010 року, у селищі мешкало 410 осіб у 187 домогосподарствах у складі 97 родин. Густота населення становила 68 осіб/км².  Було 218 помешкань (36/км²).
Расовий склад населення:
| - 99,5 % — білих |

До двох чи більше рас належало 0,2 %. Частка іспаномовних становила 0,5 % від усіх жителів.
За віковим діапазоном населення розподілялося таким чином: 21,7 % — особи молодші 18 років, 51,0 % — особи у віці 18—64 років, 27,3 % — особи у віці 65 років та старші. Медіана віку мешканця становила 47,8 року. На 100 осіб жіночої статі у селищі припадало 96,2 чоловіків;  на 100 жінок у віці від 18 років та старших — 88,8 чоловіків також старших 18 років.
Середній дохід на одне домашнє господарство  становив 43 335 доларів США (медіана — 35 208), а середній дохід на одну сім'ю — 57 434 долари (медіана — 48 750). За межею бідності перебувало 20,7 % осіб, у тому числі 44,3 % дітей у віці до 18 років та 18,8 % осіб у віці 65 років та старших.
Цивільне працевлаштоване населення становило 161 особа. Основні галузі зайнятості: виробництво — 29,8 %, освіта, охорона здоров'я та соціальна допомога — 19,9 %, роздрібна торгівля — 13,7 %.